# シモン・ポプラン
シモン・ポプラン（Simon Pouplin、1985年5月25日 - ）は、フランス・メーヌ＝エ＝ロワール県・ショレ出身の元サッカー選手。現役時代のポジションはゴールキーパー。

## 経歴
スタッド・レンヌの下部組織時代にクープ・ド・ガンバルデッラで優勝した。ペトル・チェフのチェルシーFC移籍とアンドレーアス・イサクソンの負傷でプロデビューを飾った。イサクソンがマンチェスター・シティFCに移籍後はクリストフ・ルヴォーとの争いに勝利し正GKを務めるも、トゥールーズFCからニコラ・ドゥシェの加入で出番を失い、2008年7月1日にドイツのSCフライブルクに移籍した。
フライブルクでは3シーズン在籍し、2シーズン正GKを務めた。しかし、2010-11シーズンは負傷とそれに伴うオリヴァー・バウマンの台頭で出番を失い、シーズン終了後に退団。
2011年7月1日、リーグ・アンに昇格したエヴィアン・トノン・ガイヤールFCのトライアウトを受けるも、メディカルチェックで怪我が発覚し、契約には至らず。このシーズンは浪人生活で終えた。
2012年6月21日、長年正GKを務めてきたテディ・リシェールの後釜としてFCソショーに移籍。2013-14シーズンを終えクラブのリーグ・ドゥ降格が決まった。
2014年8月7日、OGCニースに移籍することが発表された。

## 代表歴
第3GKとして2006年のUEFA U-21欧州選手権にメンバー入りするも出番はなかった。

## タイトル
- SCフライブルク

ブンデスリーガ2部 2008-09

## 所属クラブ
- スタッド・レンヌ 2003-2008
- SCフライブルク 2008-2011
- FCソショー 2012-2014
- OGCニース 2014-2018

## 個人成績
| シーズン | クラブ       | リーグ            | リーグ | リーグ |
| シーズン | クラブ       | リーグ            | 出場   | 得点   |
| -------- | ------------ | ----------------- | ------ | ------ |
| 2003-04  | レンヌ       | リーグ・アン      | 2      | 0      |
| 2004-05  | レンヌ       | リーグ・アン      | 0      | 0      |
| 2005-06  | レンヌ       | リーグ・アン      | 15     | 0      |
| 2006-07  | レンヌ       | リーグ・アン      | 38     | 0      |
| 2007-08  | レンヌ       | リーグ・アン      | 19     | 0      |
| 2008-09  | フライブルク | 2. ブンデスリーガ | 33     | 0      |
| 2009-10  | フライブルク | ブンデスリーガ    | 30     | 0      |
| 2010-11  | フライブルク | ブンデスリーガ    | 4      | 0      |
| 2012-13  | ソショー     | リーグ・アン      | 34     | 0      |
| 2013-14  | ソショー     | リーグ・アン      | 17     | 0      |